# Pseudopterogorgia
Pseudopterogorgia is een geslacht van neteldieren uit de klasse van de Anthozoa (bloemdieren).

## Soorten
- Pseudopterogorgia australiensis (Ridley, 1884)
- Pseudopterogorgia formosa (Nutting, 1910)
- Pseudopterogorgia fredericki Williams & Vennam, 2001
- Pseudopterogorgia luzonica Kükenthal, 1919
- Pseudopterogorgia oppositipinna (Ridley, 1888)
- Pseudopterogorgia pinnata (Nutting, 1910)
- Pseudopterogorgia rubrotincta (Thomson & Henderson, 1905)
- Pseudopterogorgia thomassini (Tixier-Durivault, 1972)
- Pseudopterogorgia torresia (Wright & Studer, 1889)